# Canterbury Cross
Canterbury Cross er en af de kors, der bliver brugt til at symbolisere den kristne tro. Det bliver kaldt dette efter en saksisk broche fra omkring 850, som blev fundet i 1867 i Canterbury, England.

## Generelt
Det originale kors er udstillet på Canterbury Heritage Museum, og det er en bronzebroche i krucifiks-form med trekantede paneler i sølv, dekoreret med et triquetra og indlæg med niello. Korset har et lille kvadrat i midten, som går ud i de fire arm, som er bredest længst væk fra midten, således at armene ligner trekant€r, og de symboliserer således treenigheden. Enden af armene er en halvbue fra en cirkel, hvilket få korset til at ligne et rundt hjul.
Det er rejst som et kors i sten i Canterbury Cathedral og korsene sælges også i butikken, ligesom de associeres med pilgrimsfærd dertil. Nogle gange bliver symbolet brugt til at repræsentere den angelsaksiske kirke.